# Силагайлис, Артур Янович
Артур Силагайлис (латыш. Artūrs Silagailis; 3 мая 1987, Резекне, СССР) — латвийский футболист, защитник.

## Биография

### Клубная карьера
Начал профессиональную карьеру в латвийском клубе «Дижванаги» из родного города Резекне, позднее клуб назывался «Блазма». В чемпионате Латвии за команду сыграл 55 матчей и забил 1 гол.
В феврале 2009 года подписал двухлетний контракт с криворожским «Кривбассом», Артур взял себе 2-й номер. В чемпионате Украины дебютировал 14 марта 2009 года в выездном матче против львовских «Карпат» (3:0). В Премьер-лиге Украины он сыграл всего 6 матчей, также провёл 10 матчей в молодёжном первенстве. В январе 2010 года был выставлен на трансфер.
В марте 2010 года был отдан в аренду в клуб «Вентспилс». В команде он пробыл полгода и сыграл 5 матчей. Летом 2010 года он подписал соглашение с албанским клубом «Тирана». В чемпионате Албании дебютировал 12 сентября 2010 года в домашнем матче против «Бюлиса» (2:1), Силагайлис отыграл весь матч, на 10 минуте он получил жёлтую карточку. Всего за «Тирану» он провёл 7 матчей.
В декабре 2010 года на правах свободного агента перешёл в белорусский «Гомель», контракт подписал по схеме «1+1», при этом право продления на год принадлежит клубу. Инициатором перехода в «Гомель» стал главный тренер команды Олег Кубарев, который приглашал Артура ещё за два года до этого, когда он тренировал жодинское «Торпедо». Силагайлис также приглашали различные клубы из Азербайджана, Албании, Греции и Кипра. В конце марта 2011 года подписал контракт с могилёвским «Днепром». Так и не сыграв за «Гомель» в официальном матче с ним был расторгнут контракт по обоюдному соглашению сторон. В чемпионате Белоруссии дебютировал 2 апреля 2011 года в домашнем матче против «Минска» (0:2), Силагайлис отыграл весь матч и получил жёлтую карточку на 24 минуте.

### Карьера в сборной
Выступал за молодёжную сборную Латвии до 21 года. Провёл 5 матчей.

## Личная жизнь
Его брат, Гунтар, также профессиональный футболист, он выступал за ирландский «Корк Сити», сейчас играет за клуб «Блазма». Любимая книга Артура — «Алхимик» Пауло Коэльо.